# جائزة نيوزيلندا الكبرى 1972
جائزة نيوزيلندا الكبرى 1972 هو سباق فورمولا 1 أقيم بتاريخ 8 يناير 1972 في نيوزيلندا.